# Suzunami (destroyer, 1943)
Pour les autres navires du même nom, voir Suzunami (destroyer).
Le Suzunami (涼波) était un destroyer de classe Yūgumo en service dans la Marine impériale japonaise pendant la Seconde Guerre mondiale.

## Historique
Le 11 novembre 1943, le Suzunami est coulé lors d'un raid aérien américain sur Rabaul, en Nouvelle-Bretagne. Selon les rapports, il fut directement touché par une bombe en chargeant des torpilles près de l'embouchure du port de Rabaul, à la position 4° 13′ S, 152° 11′ E. 148 hommes d'équipage, dont le commandant Kamiyama, décédèrent dans cette attaque.